# Lorenzo Valla
Lorenzo Valla (lorènco vàlla), italijanski humanist, filolog, filozof in zgodovinar, * 1407, Rim, Italija, † 1. avgust 1457, Rim.

## Življenje
Lorenzovi starši so bili iz mesta Piacenza, a preselili so se v Rim, ko je bil oče tja poklican kot odvetnik pri najvišjem cerkvenem sodišču (concistorium). Lorenzo se je tako rodil v Rimu in tam dobil prvo izobrazbo, pozneje pa je študiral tudi v Firencah. Leta 1429 je odšel v Pavijo, kjer je dve leti učil govorništvo, kar je bil tedanji izraz za jezikoslovje in književnost. Naučil se je grško in bil zmožen razumeti besedila, ki so jih njegovi sholastični sodobniki poznali zgolj skozi latinske prevode. Postal je duhovnik in zaprosil za službo v cerkveni organizaciji, a zaman, saj se je bil že izkazal kot samostojen mislec. Njegova Epistola je dvignila tak škandal, da je moral celo zapustiti Rim. Nekaj let je preživel po raznih krajih, dokler se ni leta 1437 ustavil v Neaplju. Tu se je zaposlil kot tajnik kralja Alfonza Aragonskega, ki ga je odslej vedno ščitil in podpiral, celo pred Inkvizicijo. Šele leta 1448 se je lahko vrnil v Rim, kjer se je sprva posvetil samo pisanju. Pozneje ga je papež Kalist III. imenoval za apostolskega tajnika. Razen tega je bil sprejet kot predavatelj govorništva na univerzi in na raznih privatnih šolah. Obe službi je opravljal do smrti leta 1457.

## Delo
Lorenzo Valla je bil plodovit pisec, a veliko njegovih del, predvsem teorij o krščanski veri in cerkvi, je bilo med inkvizicijo uničenih. Prav tako so se izgubila številna pisma, v katerih je razlagal svoja filozofska in filološka stališča. Od del, ki so se ohranila, velja omeniti naslednja.
De comparatione Ciceronis Quintilianique (Primerjava Cicerona s Kvintilijanom), približno 1427: Valla hvali Kvintilijanovo latinščino in graja Ciceronovo, kar je bilo v hudem nasprotstvu s takratnim prepričanjem. 
Epistola de insigniis et armis (Oznake so obramba): spis proti srednjeveškim pravnikom.
De Voluptate ac vero bono (Naslada in tudi krepost), 1431: Valla se sprašuje, zakaj cerkev obsoja epikureizem, ki je po njegovem osnova krščanstva.
De libero arbitrio (Človekova svobodna volja), 1439: spis proti Aristotelu, Boeciju in sholastični teologiji.
Dialecticae disputationes (Dialektična vprašanja), 1439: razprava proti Aristotelu in sholastiki, a predvsem proti dogmatizmu in logiki.
Declamatio de falso credita et ementita donatione Constantini (Dokazi o neresničnosti in neobstoju Konstantinove donacije), 1439: Valla dokazuje, da Konstantin ni podelil ozemelj, ki naj bi sestavljala prvo zemljiško last cerkve, torej je posvetna oblast cerkve neupravičena; njena ekonomska moč je celo vzrok vsakega italijanskega zla. Delo je prevedeno v slovenščino.  (COBISS)
De professione religionum (Redovniški poklici), 1442, prvič objavljeno leta 1869: Valla trdi, da redovniški poklic ni vzvišen, nasprotno je arogantnost višjih redovnikov prava sramota za krščanstvo.
Elegantiae linguae latinae (Lepote latinskega jezika), 1435-44: izbor najlepših strani klasičnih pisateljev in pesnikov (Vergil, Ciceron, Livij), zgled pravilnega izražanja. Obsodba jezikoslovcev in književnikov, ki se poslužujejo narečnih izrazov latinščine in s tem skušajo uveljaviti degenerirano obliko jezika; jezik se mora ohraniti v klasični obliki in brez vplivov ljudske govorice.
Adnotationes in Novum testamentum (Pripombe k Novemu Testamentu), 1444, Erazem Rotterdamski jih je objavil leta 1505: to so popravki prejšnjih prevodov svetega pisma, izključno slovničnega in stilističnega značaja. Istočasno Valla obsoja Vulgato zaradi uporabe narečnih oblik in celo obsoja svetega Avguština, da z nepravilnim prevajanjem zavaja vernike v zmoto in herezijo.
Apologia adversus calumniatores (Zagovor pred krivimi obtožbami) 1444: Valla se obrača naravnost do papeža in zavrača obrekovanja, ki so ga bila privedla pred Inkvizicijo.
Historiarum Ferdinandi regis Aragoniae (Iz življenja kralja Ferdinanda Aragonskega), 1445: anekdotski življenjepis kralja Ferdinanda, očeta Vallovega pokrovitelja Alfonsa.
Invectivarum libri sex (Šest knjig obtožb): Valla zavrača obtožbe sodomije in drugih nespodobnosti, ki so mu bile očitane. 
Emendationes sex librorum Titi Livi (Popravki prevodov šestih knjig Tita Livija), 1446-47: slovnični in slogovni popravki prejšnjih prevodov knjig 21-26 Tita Livija.

## Pomen
Lorenzo Valla je osebnost izredne važnosti ne samo za italijansko kulturo in zgodovino, temveč predvsem kot eden najpristnejših predstavnikov evropskega humanizma. Zaradi njegovih ostrih in upravičenih kritik tedanji katoliški cerkvi je bil istočasno predhodnik in somišljenik Martina Lutra, kakor tudi pobudnik mnogih ideoloških in stilističnih popravkov v rimski religiji.
Njegovo delovanje izvira iz globokega poznanja latinskega jezika in iz prepričanja, da je prav nezadostno znanje jezika vzrok za dvoumno izražanje in skromno razlago stališč, ki se pojavljata pri nekaterih filozofih. Valla je prepričan, da je poznanje jezika edino sredstvo za medsebojno razumevanje in splošno kulturno rast; slovnica in izrazoslovje sta podlaga najprej mišljenja in nato tudi govorice. Iz tega vidika gledano, se dajo Vallovi spisi oceniti kot tematsko enotni, saj povsod postavljajo v ospredje le latinščino, pravilno uporabo jezika in nepravilne interpretacije latinskega slovničnega ustroja.
Dejansko se danes, po globokem zgodovinskem odmiku, Vallovo delo po vsebini deli na dve glavni veji, filologijo in kritiko. Čeprav je bil v svojih kritičnih spisih natančen zgodovinar, mu je ta lastnost odpovedala pri edinem zgodovinskem delu, to je pri življenjepisu Ferdinanda Aragonskega, ki je bolj skromen spisek anekdot in nepotrjenih dogodkov.

### Filološki spisi
V tretjem stoletju, ko je začel propadati Rimski imperij, ni slabela samo politična in osvojevalna moč države, pač pa tudi njen notranji ustroj in kultura. Zaradi splošne krize, a tudi zaradi sprejema številnih neitalskih ljudstev med državljane, se je uradni latinski jezik začel umikati pred narečnimi in manj zahtevnimi oblikami govorice. Upravičile so se zahteve po »razvoju« latinščine, to je po sprejemu pogovornega jezika in njegove bolj pristopne slovnice. Dejansko se je tedaj neopazno začel ustvarjati nov jezik, italijanščina, kateri je bilo potrebno celo tisočletje, da se ustrezno razvije. V tem dolgem prehodnem obdobju je vladala na ozemlju današnje Italije velika jezikovna negotovost. Klasična latinščina je vedno bolj zamirala, medtem ko so se nova narečja borila za obstoj in prevlado.
Posledice te dolge razvojne dobe so bile najbolj vidne v prevodih, ki so nastajali iz latinščine v italijanščino, saj je bila meja med jezikoma velikokrat še neodločena, pa tudi prevajalci sami niso še mogli biti pravi izvedenci.
Lorenzo Valla je bil prvi, ki je postavil mejo modernizaciji latinskega jezika in je smatral, da so spremembe po tej meji že delež razvojnega postopka italijanščine. Na ta način je ne samo ohranil čistočo latinščine, pač pa je tudi postavil osnove za študij in razumevanje italijanščine.

### Kritični spisi
Lorenzo Valla spada med najvažnejše predstavnike italijanskega Quattrocenta in med največje evropske humaniste v prvi vrsti zaradi vztrajnega vnosa humanističnih idej v vsakdanje življenje, pa tudi zaradi dolgoletne polemike proti barbarizmom sholastične kulture. V tem oziru je značilna njegova teza (v De Voluptate) o popolni zmoti krščanskih asketov in njihovega stoicizma, ki ne upoštevajo naravnih – torej božjih – zakonov: edina morala je v veselem življenju in uživanju danih dobrin, kar sploh ne nasprotuje stremljenju po najvišjih lepotah bodočega nadzemskega življenja. Na podoben način Valla zavrača (v Dialecticae Disputationes) dogmatizem in suhoparno logiko Aristotela, ki naj ne bi podal nikakršnega praktičnega nauka ali napotka za družbeno življenje, saj je enostavno razpravljal le o besedah in ne o njihovem realnem pomenu v vsakdanjosti. Enako kritičen je Valla (v Pripombah), ko s pomočjo svojega globokega znanja latinščine dokazuje, da so nekateri odlomki prevodov Novega Testamenta privedli vernike do zmot in herezij. Prav tega dela bi se bila cerkev lahko poslužila za reševanje ideoloških sporov z Martinom Lutrom, saj ji je nudilo nekakšno opravičilo, a zamudila je pravo priliko. Delo je šele po šestdesetih letih prvič priobčil Erazem Rotterdamski.
Za današnje razumevanje zgodovine je najvažnejše Vallovo delo Declamatio, ki je popolnoma razveljavilo cerkveno tezo o upravičenosti njene posvetne oblasti. Tedanja cerkev je namreč opirala svojo pravico do zemljiških posesti na listino, s katero naj bi ji bil rimski cesar Konstantin Veliki leta 313 podelil nekatera ozemlja. O verodostojnosti te listine so pisali razni humanisti, na primer Nikolaj Kuzanski, a Lorenzo Valla je neizpodbitno dokazal, da gre za falzifikat. Njegovi dokazi so bili tako prepričljivi, da se poslej Konstantinova donacija ni več nikjer upoštevala. Brez Vallovega posega bi bila morda resnica ostala prikrita.